# Augochloropsis heterochroa
Augochloropsis heterochroa is een vliesvleugelig insect uit de familie Halictidae. De wetenschappelijke naam van de soort is voor het eerst geldig gepubliceerd in 1900 door Cockerell.